# Carex davisii
Carex davisii là một loài thực vật có hoa trong họ Cói. Loài này được Schwein. & Torr. mô tả khoa học đầu tiên năm 1826.

## Hình ảnh

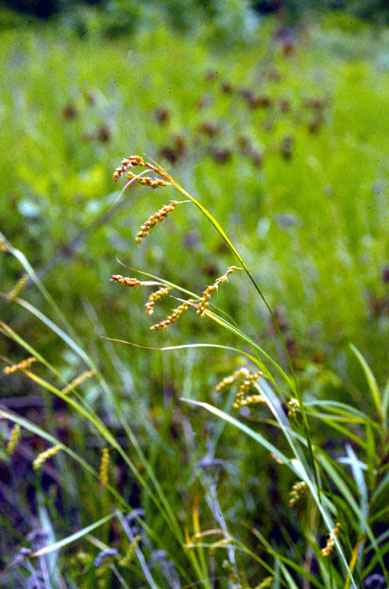